# Barnston Island 3 (Columbia Británica)
Barnston Island 3 es una reserva indígena en el Distrito Regional de Distrito Regional del Gran Vancouver, Columbia Británica, Canadá.
Según el censo de 2001, cuenta con una población de 46 habitantes.
Se localiza en la Isla Barnston, en el Río Fraser.
- Datos: Q5719678